# 加拿大超級名模生死鬥第二季
加拿大超級名模生死鬥第二季於2007年5月30日首播。杰曼紐爾取代翠西卡·海爾弗成為主持。而第一季的評判中只有珍妮·貝可留任。

## 每集內容

### 第一集: 狠狠的第一刀 The First Cut Is The Deepest!
首播日期：2007年5月30日
二十位準參賽者到達多倫多會見評判 — 杰·曼紐爾、諾爾·馬連及史黛西·麥根斯。杰說很多參賽者的貓步像「商場時裝表演蹺蹺板（Mall Fashion Show Teeter Totter）」。只有十人能繼續比賽，競逐加拿大超級名模生秀之名。
被選中的十人搬進宿舍，她們很快已建立了友誼，並製作了一個即興的時裝秀。但美嘉卻說她不需要任何朋友，因為這是個比賽，而非聯歡會。
翌日，女孩們接到杰的來信，他像泰雅·賓絲般以謎語預告她們的拍攝內容。他說她們除了最出色的表現外，甚麼也不要攜帶。拍攝監督諾爾公佈答案 — 她們要與男模拍攝裸照。
評審時，評判讚賞相片出色的歌麗與泰娜，但不喜歡毛相片中的笑容。絲蒂芙被指像男扮女裝，而美嘉被杰批評說她的相片令人難以分辨性感與色情，及沒有與男模交流。
淘汰環節，絲蒂芙與美嘉成為包尾二人。最後美嘉被淘汰，因為評判在她的相片中找不到任何特別之處。美嘉並不感到意外，因為她在比賽的第一天已希望回家。她希望投身模特兒事業，但不要任何人控制她。 
- 包尾二人： 美嘉 及 絲蒂芙
- 被淘汰： 美嘉
- 攝影師： 保羅·阿歷山大
- 特別嘉賓： 史黛西·麥根斯

### 第二集: 熱淚與煩惱絲 Tantrums, Tresses And Tears!
首播日期：2007年6月6日
大變身的時間來了！大部分的女孩都感到高興，但真娜對新髮型感到抗拒，莉碧嘉覺得自己的新造型不像名模，反倒像個怪人。羨妮因為要把頭髮剪短而哭了，但她澄清是因為希望把剪掉的頭髮捐贈給頭上曾有腫瘤的姊姊。羨妮的大變身照十分漂亮，並因於大變身照的積極態度勝出小挑戰，獲得五千元的VISA信用卡。 
回到宿舍中，女孩們發現家中增添了一個熱水澡桶。真娜希望立刻使用它，但她說要遠離令她不快的女孩。翌日，女孩們需拍攝一輯以海洋生物作飾物的大頭照。絲蒂芙得知要戴上她最害怕的章魚後哭了起來。髮型師及化妝師為安撫她而把她與羨妮的造型對換。
拍攝完畢後，羨妮與造型師Gisela Castillo到Holt Renfrew百貨公司利用該VISA信用卡購物。她購買了不少時尚的物品，亦為每位女孩買了一隻手鐲作禮物。泰華說她妒忌羨妮的幸運。回家後，各女孩都收到一件完全相同的小黑裙，她們需以個人風格修改該黑裙，並在評審時間穿著它。評審挑戰是要她們挑選適合身上黑裙的飾物，莉碧嘉表現出色。當絲蒂芙接受評審時，羨妮突然因脫水暈倒，幸好她很快已甦醒過來。絲蒂芙、霧與真娜的相信得不到評判的喜愛。積琪蓮的相片不俗，但因評判認為她容易被忘記，所以她與絲蒂芙雙雙成為包尾二人。雖然絲蒂芙在相片中不漂亮和像一名男性，但被淘汰的卻是積琪蓮。
- 包尾二人： 絲蒂芙 及 積琪蓮
- 被淘汰： 積琪蓮
- 攝影師： Dan Lim
- 特別嘉賓： Gisela Castillo

### 第三集: 如履薄冰 Skating On Thin Ice...
首播日期：2007年6月13日
女孩們在溜冰場向杰伊·阿歷山大學習走秀技巧。然後在杰伊及史黛西的指導下，她們在MuchMusic頻道參與小挑戰，由觀眾選出冠軍。所有女孩們均穿起粉紅色的緊身衣及配戴面紗，拿著一件物品（如蘋果、攪拌器等）走秀。泰華勝出了小挑戰，獲得一隻鑽石手錶。她向其他參賽者炫耀，引起了她們不滿。只有真娜繼續與泰華來往，而她後來與絲蒂芙卻因積琪蓮而爭執。
本週女孩會要為Venus剃刀拍攝一輯電視廣告。絲蒂芙在初時顯得信心滿滿，然而卻在拍攝時忘了對白。真娜被指笑容太多，泰華的聲調不夠熱情，不能顯出她的個性。莉碧嘉的聲線欠佳，提雅害怕她的失讀症會影響表現，而霧的口音也令她的廣告失色。
評審時，女孩們要向評判顯示她們的天橋步伐。然後依她們在廣告中的表現被評分。絲蒂芙與真娜成為包尾二人，最後連續三星期成為包尾二人的絲蒂芙被淘汰。
- 包尾二人： 絲蒂芙 及 真娜
- 被淘汰： 絲蒂芙
- 攝影師：
- 特別嘉賓： 杰伊·阿歷山大

### 第四集: 車見車載 Getting Carried Away
首播日期：2007年6月20日
莉碧嘉不滿提雅擅自穿了她的鞋子練習走秀。翌日，女孩們跟珍妮學習訪問技巧。提雅因不專心而被珍妮斥責。
接著，她們要訪問電視劇集《狄格西:新的一代》演員Adamo Ruggiero。Adamo按製作單位的要求裝作橫蠻無理，但霧與羨妮順利地完成訪問。羨妮再次勝出小挑戰，她的獎品是代表《Fashion》電視訪問多倫多時裝週。
然後，女孩們與價值二百萬的直升機及尚未公開發售的2008 CTF Cadillac汽車合照。羨妮、歌慧與真娜表現失準。拍攝後，上一集的冰上曲棍球手到宿舍探訪她們。莉碧嘉雖已有男朋友，也與其中一人很親密地嬉戲。
評審時間，霧出色的照片令她首次首名入圍。真娜與歌慧成為包尾二人，最後第二度進入包尾二人的真娜被淘汰。
- 包尾二人： 歌慧 與 真娜
- 被淘汰： 真娜
- 攝影師： Mike Rosenthal
- 特別嘉賓： Dina Pugliese

### 第五集: 跳起來! Jumping Off The Deep End
首播日期：2007年6月27日
女孩們跟史黛西學習室內單車，歌慧難過得吐了起來。然後，她們與杰單獨對談。泰華說她的母親被人下毒而瞎了，她很傷心母親不能再看她跳舞。接著她們到健身中心學習鋼管舞，泰華表現出色，但歌慧因有進步而勝出小挑戰。泰華很不滿，同時也很妒忌。
拍攝時間，女孩們要在蹦床上拍攝相片。歌慧因勝出小挑戰而比其他女孩多一半數量的相片，更能與諾爾及杰一起分析照片，改善她的姿勢。霧的表現不佳，泰華的姿勢像舞蹈員而不像模特兒。她倆成為包尾二人，最後霧被淘汰。  
- 包尾二人： 泰華 與 霧
- 被淘汰： 霧
- 攝影師: John van der Schilden
- 特別嘉賓： Chris Csak 與 Krista Knee

### 第六集: 幸運的女孩們 Some Girls Have All The Luck
首播日期：2007年7月4日
這一星期，女孩們要去五個地點見客。莉碧嘉抽到要自己單獨見客，泰華與歌慧一組，提雅與羨妮另外一組。見客途中，泰華對歌慧更不滿。羨妮與提雅表現不錯，莉碧嘉的外型與自信令所有客人都滿意。在其中一個見客地點，莉碧嘉與提雅及羨妮相遇，提雅對莉碧嘉說不必依著地圖的次序見客。莉碧嘉才恍然大悟，然而已來不及會見其他的客人，只好匆匆回到集合地點。杰向女孩們公佈成績，莉碧嘉因只能會見三位客人，只得第五名，但杰說她的評分很高，如果完成了見客，則有可能勝出小挑戰。泰華被客戶指表現一般。羨妮的評分最高，但她與提雅也只會見了四名客人。所以小挑戰的冠軍是歌慧，她得到價值五千元的戒指。
然後，她們穿起內衣為LG Chocolate行動電話拍攝相片。攝影師是全美超級模特兒新秀大賽的評判之一 — 尼祖·百克。拍攝過後，女孩們與尼祖一起吃印度菜作晚餐。歌慧因較喜歡美國菜而抱怨，引起其他女孩不滿。然而歌慧卻在尼祖面前裝作很喜歡當天的菜餚。
評審時間，提雅的相片被評判稱讚顯示了一種新的態度，但他們卻說泰華拍照時顯得猶豫。羨妮的相片雖同樣受評判讚賞，但諾爾卻說她欠缺超級名模應有的自信。然後，杰問那位女孩經常被評判誤會，莉碧嘉說歌慧在面對評判時在演戲，提雅也同意莉碧嘉的說話，令歌莉不禁哭了。
評判商議後，泰華與提雅雙雙成為包尾二人。但杰說沒有人被淘汰，她們皆可繼續比賽。
- 包尾二人： 泰華 與 提雅
- 被淘汰： 沒有
- 攝影師： 尼祖·百克
- 特別嘉賓： 尼祖·百克

### 第七集: 我的甜心 Sweet Child O' Mine
首播日期：2007年7月11日
女孩們會見加拿大其中一位第一代超級名模 — Yanka。Yanka協助她們增強自信。然後，她們到了其中一間Fcuk店鋪中參與小挑戰 — 在櫥窗擺姿勢。莉碧嘉勝出，得到二千元瘋狂購物的獎勵。然後，她的男友也到了宿舍探望她。莉碧嘉很高興，但部分女孩則十分妒忌。
然後，她們為《Fashion》雜誌拍攝封面試相。提雅的相片被指是她比賽中最出色的相片。雖然羨妮的姿勢太商業化，但她的自信打動了評判。莉碧嘉的相片被評判說像意大利版的Vogue多於《Fashion》雜誌。
最後，歌慧與泰華成為包尾二人，她們都不能表現出應有的熱誠與動力。但評判認為泰華能於下星期重新振作，拍出漂亮的相片，所以歌慧被淘汰。
- 包尾二人： 歌慧 及 泰華
- 被淘汰： 歌慧
- 攝影師： Miguel Jacob
- 特別嘉賓: 史黛西·麥根斯，Yanka，Susie Sheffman

### 第八集: 美夢成真 Sweet Dreams (Are Made of This)
首播日期：2007年7月18日
提雅對成為了最後四強感到難以置信。翌日，她們拍攝一輯封面女郎廣告照，冠軍的廣告照將於全國雜誌上刊登。提雅初時被旁觀的另外三位女孩影響，然而後來她克服了這個困難，拍出漂亮的相片。羨妮商業化的外型被諾爾指十分有利，攝影師很喜愛她的笑容，並說在初段已拍到他需要的相片。諾爾說她表現甚佳，但他懷疑羨妮能否成為國際超級名模。莉碧嘉等候拍攝時很沉默，她擔心不能在相片中表現出女性的溫柔。然而於拍攝後期，莉碧嘉令封面女郎的代表認為她的相片能向所有女性推銷商品。泰華是最後一位拍攝的，她的相片得到諾爾與攝影師的喜愛。
評審時間，杰對泰華充滿自信的相片感到滿意，其他評判也認為泰華有顯著進步。提雅的相片得到評判的讚賞，雅思密與珍妮說在相片中看到她的信性，杰說提雅的個性十分適合成為封面女郎的代言人。保羅喜歡莉碧嘉照片中雙眼的微笑，而珍妮認為莉碧嘉成功地展露了新形象 — 一個更柔和的她。羨妮的相片與上週Fashion雜誌試相十分相似，但杰說只要能滿足客人，相似也不是大問題。身為客席評判的攝影師說羨妮擁有商業化的面孔，但她要變得更時尚。其他評判也同意，杰說羨妮身穿的衣服不適合她。然後杰告訴女孩們，只有二人能繼續比賽，另外二人將被淘汰。提雅首先被淘汰，然後泰華也不能倖免。莉碧嘉與羨妮成為最後二強。
莉碧嘉與羨妮的最後一個挑戰是為時裝品牌Lucian Matis走秀，二人的表現很出色，令評判們感到驚喜。評審當天，諾爾說莉碧嘉較時髦但帶點懷舊時尚，而羨妮是古典美人。雅思密說羨妮十分商業化，但莉碧嘉能令時裝界提升到另一層次。保羅說應選擇能幫助時裝界發展的女孩為冠軍。最後，杰公佈加拿大超級名模新秀冠軍為……莉碧嘉。
- 被淘汰： 泰華 及 提雅
- 亞軍： 羨妮
- 冠軍： 莉碧嘉
- 攝影師： Jim Deyonker
- 特別嘉賓： 史黛西·麥根斯

## 參賽者
- 美嘉（Mika Lim Ho Fung），25歲，旅遊代表，來自多倫多
- 積琪蓮（Jacqueline Blackman），20歲，學生，來自溫哥華
- 絲蒂芙（Steff Groulx），19歲，學生，來自康瓦耳
- 真娜（Gina Guimont），23歲，採購員，來自卡加利
- 霧（Morayo "Mo" Ninalowo），20歲，英國交換生，來自多倫多
- 歌慧（Corinne "Cori" MacKinnon），18歲，保險代理，來自安大略省
- 提雅（Tia Ayrton-Hill），19歲，學生，來自蒙特婁
- 泰華（Tara-Marie Winspur），20歲，侍者／兼職印象派舞者，來自卡加利
- 羨妮（Sinead Brady），18歲，客戶服務中心代理，來自漆咸·肯特郡
- 莉碧嘉（Rebecca Hardy），22歲，肉類工廠員工，來自曼海姆

### 入圍次序
| 次序 | 預賽   | 第一集 | 第二集 | 第三集 | 第四集 | 第五集 | 第六集 | 第七集 | 第八集 | 第八集 |  |
| ---- | ------ | ------ | ------ | ------ | ------ | ------ | ------ | ------ | ------ | ------ |  |
| 01   | 羨妮   | 霧     | 歌慧   | 泰華   | 羨妮   | 莉碧嘉 | 莉碧嘉 | 歌慧   | 羨妮   | 莉碧嘉 |  |
| 02   | 美嘉   | 歌慧   | 莉碧嘉 | 歌慧   | 莉碧嘉 | 羨妮   | 歌慧   | 提雅   | 莉碧嘉 | 羨妮   |  |
| 03   | 提雅   | 莉碧嘉 | 提雅   | 羨妮   | 提雅   | 霧     | 霧     | 莉碧嘉 | 提雅   |        |  |
| 04   | 積琪蓮 | 羨妮   | 美嘉   | 積琪蓮 | 霧     | 提雅   | 羨妮   | 羨妮   | 歌慧   |        |  |
| 05   | 歌慧   | 積琪蓮 | 霧     | 莉碧嘉 | 歌慧   | 歌慧   | 提雅   | 霧     |        |        |  |
| 06   | 霧     | 提雅   | 積琪蓮 | 提雅   | 泰華   | 泰華   |        |        |        |        |  |
| 07   | 真娜   | 美嘉   | 羨妮   | 霧     | 積琪蓮 |        |        |        |        |        |  |
| 08   | 莉碧嘉 | 絲蒂芙 | 泰華   | 美嘉   |        |        |        |        |        |        |  |
| 09   | 泰華   | 泰華   | 絲蒂芙 |        |        |        |        |        |        |        |  |
| 10   | 絲蒂芙 | 真娜   |        |        |        |        |        |        |        |        |  |

   勝出小挑戰的參賽者
 被淘汰的參賽者
 勝出比賽的參賽者

## 附加資料

### 拍攝主題
- 第一週： 裸照
- 第二週： 海鮮大頭照
- 第三週： Venus剃刀電視廣告
- 第四週： 迷人雜誌相片
- 第五週： 彈簧墊上的時裝
- 第六週： LG Chocolate電話內衣照
- 第七週： Fashion雜誌封面試相
- 第八週： 封面女郎純美素然系列廣告照

### 大變身
- 歌慧： Gisele Bündchen的髮型
- 真娜： 棕色中長髮
- 積琪蓮： Rachel Hunter的髮型
- 霧： 染成巧克力色
- 莉碧嘉： 剪短及染紅
- 羨妮： Natalie Portman的髮型
- 絲蒂芙： 剪短及染浅金色
- 泰華： 駁髮
- 提雅： 駁髮

### 季度資料
- 參賽總人數： 10
- 最年長參賽者：美嘉，25歲
- 最年輕參賽者： 歌慧及羨妮，二人均18歲
- 進入包尾二人最多次數的參賽者：泰華，4次
- 連續進入包尾二人最多次數的參賽者：泰華，4次
- 沒有試過進入包尾二人的參賽者：羨妮
- 勝出最多考驗的參賽者：歌慧及羨妮，皆2次
- 連續勝出最多考驗的參賽者：歌慧，2次
- 首名入圍最多次數的參賽者：羨妮，3次
- 連續首名入圍最多次數的參賽者：羨妮，2次
- 最後四強的平均入圍成績：莉碧嘉 — 2.38，羨妮 — 2.75，泰華 — 3.25，提雅 — 4.13

## 外部連結
- 官方網站